# Periclimenaeus ascidiarum
Periclimenaeus ascidiarum är en kräftdjursart som beskrevs av Lipke Bijdeley Holthuis 1951. Periclimenaeus ascidiarum ingår i släktet Periclimenaeus och familjen Palaemonidae. Inga underarter finns listade i Catalogue of Life.